# Heilbronner Neckarcup 2024
L'Heilbronner Neckarcup 2024 è stato un torneo maschile di tennis professionistico. È stata la 10ª edizione del torneo, facente parte della categoria Challenger 100 nell'ambito dell'ATP Challenger Tour 2024, con un montepremi di 120 000 €. Si è giocato dal 3 al 9 giugno 2024 sui campi in terra rossa del TC Heilbronn Trappensee E.V. 1892 di Heilbronn, in Germania.

## Partecipanti

### Teste di serie
| Nazionalità | Giocatore            | Ranking* | Testa di serie |
| ----------- | -------------------- | -------- | -------------- |
| Germania    | Daniel Altmaier      | 83       | 1              |
| Germania    | Yannick Hanfmann     | 85       | 2              |
| India       | Sumit Nagal          | 95       | 3              |
| Germania    | Maximilian Marterer  | 101      | 4              |
| Francia     | Luca Van Assche      | 103      | 5              |
| Colombia    | Daniel Elahi Galán   | 106      | 6              |
| Spagna      | Albert Ramos Viñolas | 111      | 7              |
| Austria     | Jurij Rodionov       | 139      | 8              |

* Ranking al 27 maggio 2024.

### Altri partecipanti
I seguenti giocatori hanno ricevuto una wild card per il tabellone principale:
- Daniel Altmaier
- Yannick Hanfmann
- Marko Topo

I seguenti giocatori sono entrati in tabellone come alternate:
- Sebastian Fanselow
- August Holmgren

I seguenti giocatori sono passati dalle qualificazioni:
- Lasse Pörtner
- Daniel Masur
- Nikoloz Basilašvili
- Daniel Dutra da Silva
- Felix Gill
- Peter Heller

## Punti e montepremi
| Torneo    | Torneo              | V      | F     | SF    | QF    | 2T    | 1T    | Q | Q2  | Q1  |
| Singolare | Punti               | 100    | 50    | 25    | 14    | 7     | 0     | 4 | 2   | 0   |
| Singolare | Premi in denaro (€) | 16 020 | 9 415 | 5 555 | 3 240 | 1 900 | 1 160 | – | 580 | 290 |
| Doppio    | Punti               | 100    | 50    | 25    | 14    | –     | 0     | – | –   | –   |
| Doppio    | Premi in denaro (€) | 6 845  | 4 050 | 2 400 | 1 420 | –     | 800   | – | –   | –   |

## Campioni

### Singolare
Sumit Nagal ha sconfitto in finale  Alexander Ritschard con il punteggio di 6–1, 6(5)–7, 6–3.

### Doppio
Romain Arneodo /  Geoffrey Blancaneaux hanno sconfitto in finale  Jakob Schnaitter /  Mark Wallner con il punteggio di 7–6(5), 5–7, [10–3].